# Câu lạc bộ bóng đá Hoàng Anh Gia Lai mùa bóng 2022
Mùa giải 2022 là mùa giải chính thức thứ 42 trong lịch sử của câu lạc bộ bóng đá Hoàng Anh Gia Lai và là mùa thứ 20 liên tiếp đội bóng thi đấu tại V.League 1, giải bóng đá cấp độ cao nhất trong hệ thống giải đấu của bóng đá Việt Nam. Ngoài ra, câu lạc bộ còn tham gia thi đấu tại Cúp quốc gia và AFC Champions League.

## Cầu thủ

### Đội hình
Ghi chú: Quốc kỳ chỉ đội tuyển quốc gia được xác định rõ trong điều lệ tư cách FIFA. Các cầu thủ có thể giữ hơn một quốc tịch ngoài FIFA.
| Số | VT | Quốc gia | Cầu thủ               |
| -- | -- | -------- | --------------------- |
| 1  | TM | Việt Nam | Dương Văn Lợi         |
| 2  | TV | Việt Nam | Lê Văn Sơn            |
| 5  | HV | Việt Nam | Trần Hữu Đông Triều   |
| 6  | TV | Việt Nam | Lương Xuân Trường     |
| 7  | HV | Việt Nam | Nguyễn Phong Hồng Duy |
| 8  | TV | Việt Nam | Trần Minh Vương       |
| 9  | TĐ | Việt Nam | Nguyễn Văn Toàn       |
| 10 | TĐ | Việt Nam | Nguyễn Công Phượng    |
| 11 | TV | Việt Nam | Nguyễn Tuấn Anh       |
| 12 | HV | Việt Nam | Tiêu Ê Xal            |
| 15 | HV | Việt Nam | Nguyễn Hữu Tuấn       |
| 17 | HV | Việt Nam | Vũ Văn Thanh          |
| 20 | TV | Việt Nam | Trần Bảo Toàn         |
| 21 | TV | Việt Nam | Lê Huy Kiệt           |
| 22 | TV | Việt Nam | Nguyễn Nhĩ Khang      |

| Số | VT | Quốc gia | Cầu thủ                   |
| -- | -- | -------- | ------------------------- |
| 23 | TV | Việt Nam | Nguyễn Thanh Nhân         |
| 24 | TV | Việt Nam | Nguyễn Đức Việt           |
| 25 | TM | Việt Nam | Trần Trung Kiên           |
| 26 | TM | Việt Nam | Huỳnh Tuấn Linh           |
| 27 | HV | Việt Nam | Nguyễn Văn Triệu          |
| 28 | HV | Việt Nam | Nguyễn Văn Việt           |
| 30 | TĐ | Brasil   | Washington Brandão        |
| 34 | TV | Việt Nam | Lê Hữu Phước              |
| 40 | HV | Hàn Quốc | Ahn Sea-hee               |
| 47 | TĐ | Việt Nam | Cao Hoàng Tú              |
| 60 | TV | Việt Nam | Võ Đình Lâm               |
| 66 | HV | Việt Nam | Lê Đức Lương              |
| 77 | TĐ | Việt Nam | Huỳnh Tiến Đạt            |
| 82 | TV | Việt Nam | A Hoàng                   |
| 92 | TĐ | Brasil   | Bruno Henrique            |
| 94 | HV | Brasil   | Mauricio Barbosa Teixeira |
| 99 | TM | Việt Nam | Lê Văn Trường             |

### Cho mượn
Ghi chú: Quốc kỳ chỉ đội tuyển quốc gia được xác định rõ trong điều lệ tư cách FIFA. Các cầu thủ có thể giữ hơn một quốc tịch ngoài FIFA.
| Số | VT | Quốc gia | Cầu thủ                                  |
| -- | -- | -------- | ---------------------------------------- |
| —  | HV | Việt Nam | Nguyễn Cảnh Anh (cho mượn đến Hải Phòng) |
| —  | TV | Việt Nam | Châu Ngọc Quang (cho mượn đến Hải Phòng) |
| —  | TĐ | Việt Nam | Vũ Minh Hiếu (cho mượn đến Hải Phòng)    |

| Số | VT | Quốc gia | Cầu thủ                                    |
| -- | -- | -------- | ------------------------------------------ |
| —  | HV | Việt Nam | Nguyễn Kiên Quyết (cho mượn đến Hải Phòng) |
| —  | HV | Việt Nam | Dụng Quang Nho (cho mượn đến Hải Phòng)    |
| —  | TV | Việt Nam | Triệu Việt Hưng (cho mượn đến Hải Phòng)   |

## Chuyển nhượng

### Chuyển đến
| Số | VT | Cầu thủ          | Chuyển từ      | Phí   | Ngày                | Nguồn |
| -- | -- | ---------------- | -------------- | ----- | ------------------- | ----- |
| –  | TĐ | Jefferson Baiano | Al Hala SC     | Tự do | 3 tháng 1 năm 2022  | [ 1 ] |
| 40 | HV | Ahn Sae-hee      | Yangju Citizen | Tự do | 21 tháng 7 năm 2022 | [ 2 ] |
| 92 | TĐ | Bruno Henrique   | Goiatuba       | Tự do | 21 tháng 7 năm 2022 | [ 3 ] |

### Chuyển đi
| Số | VT | Cầu thủ       | Chuyển đến       | Phí   | Ngày                 | Nguồn |
| -- | -- | ------------- | ---------------- | ----- | -------------------- | ----- |
| –  | HV | Phan Đức Lễ   | SHB Đà Nẵng      | Tự do | 1 tháng 11 năm 2021  | [ 4 ] |
| 26 | TM | Trần Bửu Ngọc | Đông Á Thanh Hóa | Tự do | 29 tháng 12 năm 2021 | [ 5 ] |
| –  | HV | Damir Memović | SHB Đà Nẵng      |       | 1 tháng 3 năm 2022   | [ 6 ] |

## Giao hữu

### Cúp Hoàng đế Quang Trung
Câu lạc bộ khởi động mùa giải bằng việc tham dự giải giao hữu Tiền mùa giải Cúp Hoàng đế Quang Trung 2022 tại Quy Nhơn, Bình Định và đã giành chức vô địch với 3 trận toàn thắng trước Becamex Bình Dương, SHB Đà Nẵng và đội chủ nhà Topenland Bình Định.
| Ngày               | Đối thủ             | H / A | Kết quả F–A | Ghi bàn                                           |
| ------------------ | ------------------- | ----- | ----------- | ------------------------------------------------- |
| 5 tháng 1 năm 2022 | Becamex Bình Dương  | A     | 3-1         | Washington Brandão 41', Jefferson Baiano 48', 63' |
| 7 tháng 1 năm 2022 | SHB Đà Nẵng         | A     | 2-1         | Mauricio Barbosa Teixeira 48', Võ Đình Lâm 64'    |
| 9 tháng 1 năm 2022 | Topenland Bình Định | A     | 1-0         | Jefferson Baiano 85'                              |

| VT | Câu lạc bộ              | ST | T | H | B | BT | BB | HS | Đ |
| -- | ----------------------- | -- | - | - | - | -- | -- | -- | - |
| 1  | Hoàng Anh Gia Lai       | 3  | 3 | 0 | 0 | 6  | 2  | 4  | 9 |
| 2  | Becamex Bình Dương      | 3  | 1 | 0 | 2 | 5  | 6  | -1 | 3 |
| 3  | SHB Đà Nẵng             | 3  | 1 | 0 | 2 | 5  | 6  | -1 | 3 |
| 4  | Topenland Bình Định (H) | 3  | 1 | 0 | 2 | 4  | 6  | -2 | 3 |

Giải thưởng cá nhân
- Vua phá lưới:  Jefferson Baiano
- Thủ môn xuất sắc nhất:  Huỳnh Tuấn Linh

### Cúp Tứ hùng Hải Phòng
| Ngày                | Đối thủ   | H / A | Kết quả F–A | Ghi bàn                                |
| ------------------- | --------- | ----- | ----------- | -------------------------------------- |
| 4 tháng 6 năm 2022  | Hải Phòng | A     | 0-4         |                                        |
| 7 tháng 6 năm 2022  | Hà Nội    | A     | 2-4         | Trần Bảo Toàn 48', Nguyễn Văn Toàn 58' |
| 10 tháng 6 năm 2022 | Viettel   | A     | 2-1         | Trần Bảo Toàn 22', Vũ Văn Thanh 68'    |

| VT | Câu lạc bộ        | ST | T | H | B | BT | BB | HS | Đ |
| -- | ----------------- | -- | - | - | - | -- | -- | -- | - |
| 1  | Hà Nội            | 3  | 2 | 1 | 0 | 10 | 6  | 4  | 7 |
| 2  | Hải Phòng (H)     | 3  | 1 | 2 | 0 | 7  | 3  | 4  | 5 |
| 3  | Hoàng Anh Gia Lai | 3  | 1 | 0 | 2 | 4  | 9  | -5 | 3 |
| 3  | Viettel           | 3  | 0 | 1 | 2 | 4  | 7  | -3 | 1 |

### Thống kê
| Hạng      | Số        | Vị trí    | QG        | Tên                       | Cúp Hoàng đế Quang Trung | Cúp Tứ hùng Sâm Ngọc Linh Kon Tum K5 | Tổng |
| --------- | --------- | --------- | --------- | ------------------------- | ------------------------ | ------------------------------------ | ---- |
| 1         | –         | TĐ        | Brasil    | Jefferson Baiano          | 3                        | 0                                    | 3    |
| 2         | 20        | TV        | Việt Nam  | Trần Bảo Toàn             | 0                        | 2                                    | 2    |
| 3         | 30        | TĐ        | Brasil    | Washington Brandão        | 1                        | 0                                    | 1    |
| 3         | 60        | TV        | Việt Nam  | Võ Đình Lâm               | 1                        | 0                                    | 1    |
| 3         | 9         | TĐ        | Việt Nam  | Nguyễn Văn Toàn           | 0                        | 1                                    | 1    |
| 3         | 17        | HV        | Việt Nam  | Vũ Văn Thanh              | 0                        | 1                                    | 1    |
| 3         | 94        | HV        | Brasil    | Mauricio Barbosa Teixeira | 1                        | 0                                    | 1    |
| Tổng cộng | Tổng cộng | Tổng cộng | Tổng cộng | Tổng cộng                 | 6                        | 4                                    | 10   |

## Giải vô địch quốc gia

### Trận đấu
| Ngày                 | Đối đầu               | H / A | Kết quả F–A | Ghi bàn                                                       | Khán giả | Xếp hạng |
| -------------------- | --------------------- | ----- | ----------- | ------------------------------------------------------------- | -------- | -------- |
| 26 tháng 2 năm 2022  | Nam Định              | A     | 0-0         |                                                               | 10.000   | 6        |
| 02 tháng 3 năm 2022  | Hồng Lĩnh Hà Tĩnh     | H     | 0-0         |                                                               | 0        | 7        |
| 06 tháng 3 năm 2022  | Sông Lam Nghệ An      | A     | 0-2         |                                                               | 4.000    | 9        |
| 11 tháng 3 năm 2022  | Viettel               | H     | 2-2         | Nguyễn Công Phượng (2) 4', 26'                                | 0        | 9        |
| 02 tháng 7 năm 2022  | Topenland Bình Định   | A     | 1-1         | Washington Brandão 86'                                        | 16.000   | 10       |
| 10 tháng 7 năm 2022  | SHB Đà Nẵng           | H     | 1-0         | Nguyễn Công Phượng 2'                                         | 7.000    | 8        |
| 16 tháng 7 năm 2022  | Thành phố Hồ Chí Minh | A     | 2-0         | Washington Brandão 29', Vũ Văn Thanh 39' (ph.đ.)              | 7.000    | 6        |
| 20 tháng 7 năm 2022  | Becamex Bình Dương    | H     | 2-1         | Nguyễn Văn Toàn 11', 34'                                      | 8.000    | 4        |
| 24 tháng 7 năm 2022  | Đông Á Thanh Hóa      | H     | 2-0         | Lương Xuân Trường 25', Nguyễn Văn Toàn 51'                    | 10.000   | 3        |
| 05 tháng 8 năm 2022  | Sài Gòn               | A     | 1-0         | Nguyễn Công Phượng 66'                                        | 7.000    | 2        |
| 14 tháng 8 năm 2022  | Hà Nội                | A     | 1-2         | Bruno Henrique de Sousa 61'                                   | 14.000   | 3        |
| 19 tháng 8 năm 2022  | Hải Phòng             | H     | 1-2         | Nguyễn Văn Toàn 65'                                           | 10.000   | 6        |
| 03 tháng 9 năm 2022  | Sài Gòn               | H     | 1-1         | Lê Văn Sơn 72'                                                | 9.000    | 6        |
| 13 tháng 9 năm 2022  | Becamex Bình Dương    | A     | 1-1         | Nguyễn Văn Toàn 35'                                           | 8.500    | 6        |
| 30 tháng 9 năm 2022  | Hải Phòng             | A     | 1-1         | Bruno Henrique de Sousa 27'                                   | 9.000    | 5        |
| 09 tháng 10 năm 2022 | Thành phố Hồ Chí Minh | H     | 1-2         | Nguyễn Công Phượng 74'                                        | 6.000    | 7        |
| 14 tháng 10 năm 2022 | Sông Lam Nghệ An      | H     | 1-2         | Trần Minh Vương 61'                                           | 4.000    | 8        |
| 18 tháng 10 năm 2022 | Viettel               | A     | 0-2         |                                                               | 5.000    | 8        |
| 22 tháng 10 năm 2022 | SHB Đà Nẵng           | A     | 0-0         |                                                               | 6.000    | 8        |
| 28 tháng 10 năm 2022 | Topenland Bình Định   | H     | 1-1         | Washington Brandão 57'                                        | 6.000    | 8        |
| 04 tháng 11 năm 2022 | Nam Định              | H     | 2-0         | Ahn Sae-hee 35', Nguyễn Văn Toàn 60'                          | 5.000    | 7        |
| 08 tháng 11 năm 2022 | Hồng Lĩnh Hà Tĩnh     | A     | 1-1         | Trần Minh Vương 44'                                           | 10.000   | 7        |
| 13 tháng 11 năm 2022 | Đông Á Thanh Hóa      | A     | 3-2         | Trần Minh Vương 10', Nguyễn Văn Toàn 49', Nguyễn Tuấn Anh 87' | 3.500    | 5        |
| 19 tháng 11 năm 2022 | Hà Nội                | H     | 1-1         | Vũ Văn Thanh 74'                                              | 4.000    | 6        |

### Bảng xếp hạng
| VT | Đội                   | ST | T  | H  | B  | BT | BB | HS  | Đ  | Giành quyền tham dự hoặc xuống hạng            |
| -- | --------------------- | -- | -- | -- | -- | -- | -- | --- | -- | ---------------------------------------------- |
| 1  | Hà Nội (C)            | 24 | 15 | 6  | 3  | 47 | 21 | +26 | 51 | Lọt vào vòng bảng AFC Champions League 2023–24 |
| 2  | Hải Phòng             | 24 | 14 | 6  | 4  | 39 | 26 | +13 | 48 | Lọt vào vòng loại AFC Champions League 2023–24 |
| 3  | Topenland Bình Định   | 24 | 14 | 5  | 5  | 37 | 22 | +15 | 47 |                                                |
| 4  | Viettel               | 24 | 11 | 6  | 7  | 29 | 14 | +15 | 39 |                                                |
| 5  | Sông Lam Nghệ An      | 24 | 9  | 6  | 9  | 29 | 28 | +1  | 33 |                                                |
| 6  | Hoàng Anh Gia Lai     | 24 | 7  | 11 | 6  | 26 | 24 | +2  | 32 | Có thể lọt vào vòng bảng AFC Cup 2023–24       |
| 7  | Becamex Bình Dương    | 24 | 7  | 7  | 10 | 32 | 41 | −9  | 28 |                                                |
| 8  | Đông Á Thanh Hóa      | 24 | 8  | 4  | 12 | 27 | 27 | 0   | 28 |                                                |
| 9  | Thành phố Hồ Chí Minh | 24 | 6  | 7  | 11 | 23 | 34 | −11 | 25 |                                                |
| 10 | SHB Đà Nẵng           | 24 | 6  | 7  | 11 | 18 | 35 | −17 | 25 |                                                |
| 11 | Hồng Lĩnh Hà Tĩnh     | 24 | 5  | 9  | 10 | 26 | 33 | −7  | 24 |                                                |
| 12 | Nam Định              | 24 | 6  | 5  | 13 | 21 | 33 | −12 | 23 |                                                |
| 13 | Sài Gòn (R)           | 24 | 5  | 7  | 12 | 26 | 42 | −16 | 22 | Xuống hạng V.League 2 2023                     |

1. 1 2  Do Hà Nội đồng thời vô địch V.League và Cúp Quốc gia, đội á quân Hải Phòng sẽ tham dự AFC Champions League từ vòng loại. Nếu Hải Phòng vượt qua vòng loại, Hoàng Anh Gia Lai sẽ tham dự vòng bảng AFC Cup; ngược lại Hải Phòng sẽ xuống thi đấu tại AFC Cup và Hoàng Anh Gia Lai không được thi đấu quốc tế.
2. 1 2  Điểm đối đầu: Becamex Bình Dương: 6, Đông Á Thanh Hoá: 0.
3. 1 2  Điểm đối đầu: Thành phố Hồ Chí Minh: 4, SHB Đà Nẵng: 1.

## Cúp quốc gia
| Ngày                 | Đối thủ           | H / A | Kết quả F–A          | Tỷ số                       | Số khán giả |
| -------------------- | ----------------- | ----- | -------------------- | --------------------------- | ----------- |
| 9 tháng 4 năm 2022   | Hồng Lĩnh Hà Tĩnh | H     | 0-0 {{H.ph}} (5–3 p) |                             | 5.000       |
| 7 tháng 9 năm 2022   | Sài Gòn           | H     | 1–1 {{H.ph}} (5–3 p) | Bruno Henrique de Sousa 72' | 3.000       |
| 23 tháng 11 năm 2022 | Hà Nội            | H     | 0-2                  |                             | 4.000       |

## AFC Champions League

### Vòng bảng
Sau 17 năm vắng bóng, Hoàng Anh Gia Lai đã trở lại với đấu trường AFC Champions League với tư cách là đội dẫn đầu V.League 1 - 2021. Đội kết thúc vòng bảng với 5 điểm và vị trí thứ ba, không thể tiếp tục vào vòng 16 đội.
| Ngày                | Đối đầu                | H / A | Kết quả F–A | Ghi bàn             | Khán giả | Vi trí |
| ------------------- | ---------------------- | ----- | ----------- | ------------------- | -------- | ------ |
| 16 tháng 4 năm 2022 | Yokohama F. Marinos    | H     | 1-2         | Kida 31' (l.n)      | 11.200   | 4      |
| 19 tháng 4 năm 2022 | Sydney FC              | H     | 1-1         | Vũ Văn Thanh 26'    | 7.536    | 4      |
| 22 tháng 4 năm 2022 | Jeonbuk Hyundai Motors | H     | 0-1         |                     | 7.256    | 4      |
| 25 tháng 4 năm 2022 | Jeonbuk Hyundai Motors | H     | 1-1         | Nguyễn Văn Toàn 62' | 4.320    | 3      |
| 28 tháng 4 năm 2022 | Yokohama F. Marinos    | H     | 0-2         |                     | 7.268    | 3      |
| 1 tháng 5 năm 2022  | Sydney FC              | H     | 1-0         | Brandã 39'          | 11.680   | 3      |

| VT | Đội                    | ST | T | H | B | BT | BB | HS | Đ  | Giành quyền tham dự |     | YFM | JEO | HAG | SYD |
| -- | ---------------------- | -- | - | - | - | -- | -- | -- | -- | ------------------- | --- | --- | --- | --- | --- |
| 1  | Yokohama F. Marinos    | 6  | 4 | 1 | 1 | 9  | 3  | +6 | 13 | Vòng 16 đội         |     | —   | 0–1 | 2–0 | 3–0 |
| 2  | Jeonbuk Hyundai Motors | 6  | 3 | 3 | 0 | 7  | 4  | +3 | 12 | Vòng 16 đội         |     | 1–1 | —   | 1–0 | 0–0 |
| 3  | Hoàng Anh Gia Lai (H)  | 6  | 1 | 2 | 3 | 4  | 7  | −3 | 5  |                     |     | 1–2 | 1–1 | —   | 1–0 |
| 4  | Sydney FC              | 6  | 0 | 2 | 4 | 3  | 9  | −6 | 2  |                     | 0–1 | 2–3 | 1–1 | —   |     |

## Thống kê đội hình

### Cầu thủ ghi bàn
| Hạng      | Số        | Vị trí    | QG        | Tên                | V.League | Cúp Quốc gia | AFC Champions League | Tổng |
| --------- | --------- | --------- | --------- | ------------------ | -------- | ------------ | -------------------- | ---- |
| 1         | 9         | TĐ        | Việt Nam  | Nguyễn Văn Toàn    | 7        | 0            | 1                    | 8    |
| 2         | 10        | TĐ        | Việt Nam  | Nguyễn Công Phượng | 5        | 0            | 0                    | 5    |
| 3         | 17        | HV        | Việt Nam  | Vũ Văn Thanh       | 3        | 0            | 1                    | 4    |
| 4         | 8         | TV        | Việt Nam  | Trần Minh Vương    | 3        | 0            | 0                    | 3    |
| 4         | 30        | TĐ        | Brasil    | Washington Brandão | 2        | 0            | 1                    | 3    |
| 4         | 92        | TĐ        | Brasil    | Bruno Henrique     | 2        | 1            | 0                    | 3    |
| 5         | 55        | HV        | Hàn Quốc  | Ahn Sae-hee        | 1        | 0            | 0                    | 1    |
| 5         | 2         | TV        | Việt Nam  | Lê Văn Sơn         | 1        | 0            | 0                    | 1    |
| 5         | 6         | TV        | Việt Nam  | Lương Xuân Trường  | 1        | 0            | 0                    | 1    |
| 5         | 11        | TV        | Việt Nam  | Nguyễn Tuấn Anh    | 1        | 0            | 0                    | 1    |
| Tổng cộng | Tổng cộng | Tổng cộng | Tổng cộng | Tổng cộng          | 26       | 1            | 3                    | 30   |